# Fukutin
Fukutin, auch Fukuyama-type congenital muscular dystrophy protein, ist ein Protein bei Eukaryoten. Das Protein kommt in der Membran des Golgi-Apparates zahlreicher Zellen vor. In großer Anzahl wird Fukutin im Gehirn, in der Bauchspeicheldrüse, im Herz und im Skelettmuskel gebildet.
Kodiert wird das Protein vom gleichnamigen Fukutin-Gen (FKTN), das auf dem langen Arm von Chromosom 9 (9q31.2) lokalisiert ist. Mutationen in diesem Gen sind für mehrere erbliche Krankheiten verantwortlich.

## Aufbau und Funktion
Fukutin hat eine einzige Transmembrandomäne und gehört damit zu den Singlepass-Transmembranproteine. Die Funktion des Proteins ist unsicher. Aufgrund von Sequenzhomologien mit einer in Bakterien vorkommenden Glykosyltransferase könnte es sich um ein solches Enzym handeln. Es wird vermutet, dass Fukutin an der Glykosylierung von alpha-Dystroglycan (DAG1) beteiligt ist. Es gibt Hinweise, dass Fukutin mit einem weiteren Enzym, der Protein O-mannose beta-1,2-N-acetylglucosaminyltransferase 1 (POMGNT1) interagiert und dessen enzymatische Aktivität moduliert. Fukutin könnte außerdem eine Rolle bei der Gehirnentwicklung spielen.

## Medizinische Bedeutung
Vier Phänotypen sind mit Mutationen im FKTN-Gen assoziiert: Die beiden kongenitalen Muskeldystrophien MDDGA4 (kongenitale Muskeldystrophie Typ Fukuyama, FCMD) und MDDGB4 (kongenitale Muskeldystrophie, Fukutin-assoziiert), eine Form der Gliedergürteldystrophie, die LGMD2M (MDDGC4), und eine Form der dilatativen Kardiomyopathie, die CMD1X. Die kongenitalen Muskeldystrophien können sich als kongenitale Muskeldystrophie Typ Fukuyama, Walker-Warburg-Syndrom, oder als Muskel-Auge-Gehirn-Krankheit äußern.

## Weiterführende Literatur
- T. Yamamoto, N. Shibata u. a.: Functions of fukutin, a gene responsible for Fukuyama type congenital muscular dystrophy, in neuromuscular system and other somatic organs. In: Central nervous system agents in medicinal chemistry. Band 10, Nummer 2, Juni 2010, S. 169–179. PMID 20518731. (Review).